# 마티아스 갈라스

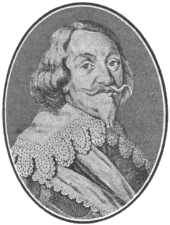
마티아스 갈라스

마티아스 갈라스(Matthias Gallas, Graf von Campo, 1584년 9월 16일 이탈리아 트렌토~1647년 4월 25일 오스트리아 빈)는 30년 전쟁 당시 신성 로마 제국의 장군이다.
1620년대 중반과 후반에 30년 전쟁에서 여러 전투에서 군사적 공적을 세웠고 이로 인해 1631년~1633년에 알브레히트 폰 발렌슈타인을 대신해 스웨덴의 구스타브 2세 아돌프와 베른하르트 폰 작센 바이마르와 싸워야 하는 중요한 임무를 맡았다. 그러나 오타비오 피콜로미니와 함께 알브레히트 폰 발렌슈타인을 타도하는 데 앞장서 1634년 발렌슈타인은 암살당하고 군 최고통수권을 차지했다. 그러나 1634년 뇌르틀링겐 전투에서는 승리했으나 그 뒤부터는 전투 지휘를 잘 하지 못해 1637년, 1638년, 1644년의 전투에서 크게 패해 그의 부대는 완전히 궤멸당했고 결국 지휘권을 내놓았다.